# Kremenik (Słowenia)
Kremenik – wieś w Słowenii, w gminie Gorenja vas-Poljane. W 2018 roku liczyła 18 mieszkańców.